# Bushra Amiwala
 (février 2024).
Bushra Amiwala, née le 30 décembre 1997 à Chicago, est une personnalité politique américano-pakistanaise, issue de la communauté Mémon. Étudiante à l'université DePaul, elle est depuis avril 2019 la première personne de la génération Z élue aux États-Unis. Elle est par ailleurs la plus jeune élue musulmane aux États-Unis. 

## Biographie

### Origines
Bushra Amiwala est née à Chicago et vit dans la région de Rogers Park jusqu'à l'âge de 10 ans. Sa famille déménage ensuite à Skokie, en Illinois, où elle obtient son diplôme de la Niles North High School. 

### Parcours politique
Elle commence sa carrière politique en tant que stagiaire pour le sénateur républicain Mark Kirk, encouragée par son directeur de bureau sur le terrain, Benjamin Polony, à mener sa propre campagne pour le Conseil des commissaires du comté de Cook en tant que première année à l'université. Elle arrive en deuxième position aux primaires démocrates, obtenant 14 988 votes, soit un total de 30,6 % des voix dans une course à trois personnes,.
Elle lance un projet de service annuel le jour de son anniversaire et, en 2018, elle conçoit et distribue des centaines de colis de soins dans la région de Chicago avec la députée Jan Schakowsky, qui a soutenu sa campagne. Elle est nommée parmi les femmes de l'année par le magazine  Glamour en 2018,.
En 2019, Bushra Amiwala est élue au Conseil d'éducation du comté de Cook du district 73.5 à Skokie. Elle est réélue sans opposition en 2023.
En février 2020, Bushra Amiwala reçoit le prix de l'Asian American Coalition of Chicago (AACC) pour son service communautaire exemplaire. Bushra Amiwala est connue pour organiser des événements annuels d'Iftar du ramadan, auxquels ont participé des politiciens notables dont J. B. Pritzker,,,,,,,,.
Elle est une oratrice publique fréquente et prend la parole lors d'événements tels que le TEDxDePaul University. Elle figure également parmi les candidates féminines profilées et soutenues dans la série "RUN" d'Amazon Prime. Elle est évoquées par les documentaires « And She Could Be Next" », sur PBS, et « Our America: Women Forward »,,.